# Himmelreich (Landkreis Breisgau-Hochschwarzwald)

Dorfplatz des Weilers Himmelreich im Schwarzwald um 1912

Himmelreich ist ein Weiler im Landkreis Breisgau-Hochschwarzwald. Das Gebiet östlich der Höllentalbahn gehört zu Buchenbach, das westlich mit dem Empfangsgebäude des Bahnhofs zu Kirchzarten.

## Verkehr

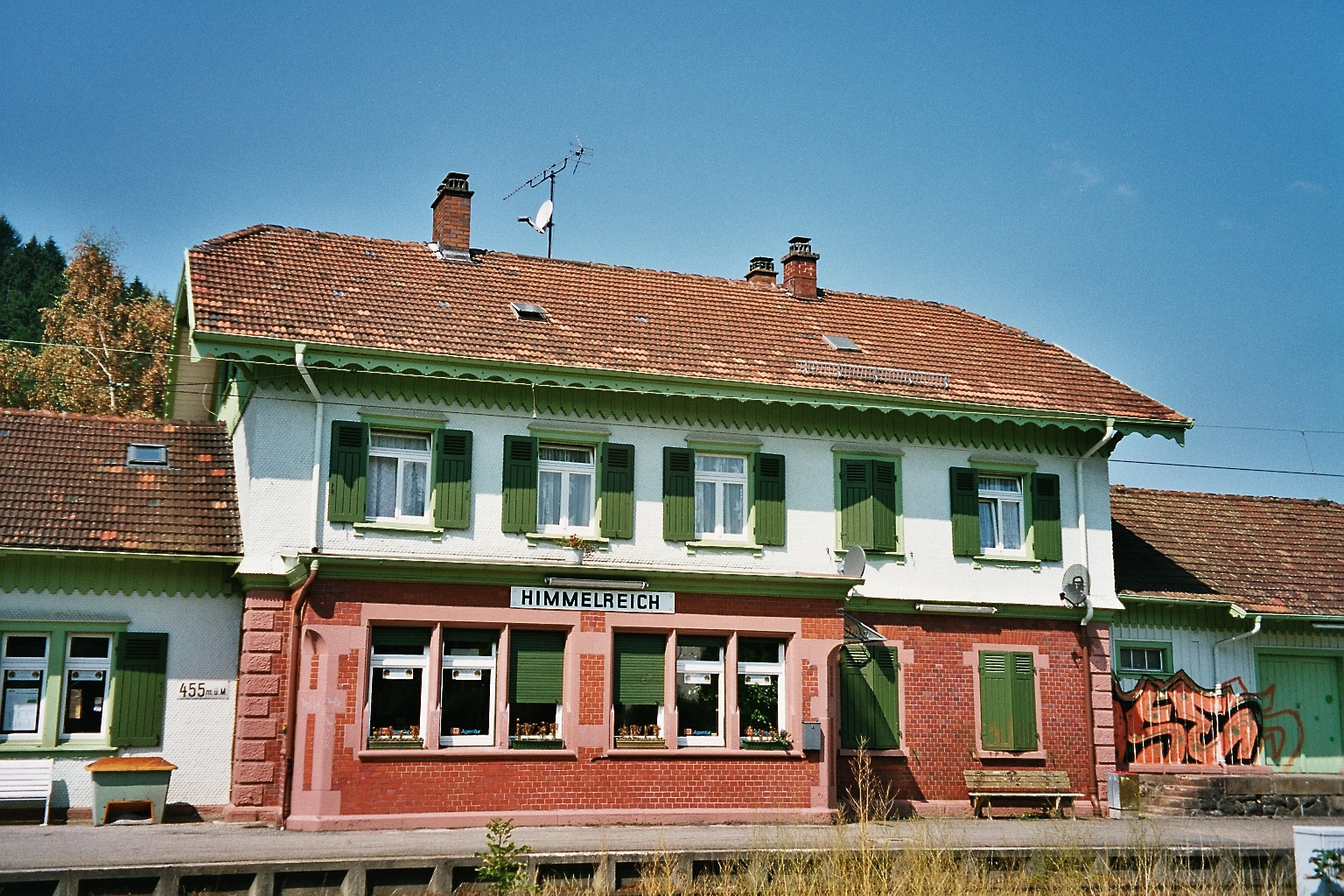
Bahnhof Himmelreich (2003)

Am westlichen Ortsrand der Gemeinde Buchenbach auf Kirchzartener Gemarkung liegt der Bahnhof Himmelreich an der Höllentalbahn, die tagsüber im Halbstundentakt verkehrt und eine Verbindung nach Freiburg im Breisgau und in den Hochschwarzwald (abwechselnd ab Titisee nach Neustadt im Schwarzwald oder als Dreiseenbahn nach Seebrugg am Schluchsee) bietet. Am Bahnhof sind Parkplätze und Fahrradabstellplätze vorhanden.

## Sehenswürdigkeiten

### Kapelle
Die konfessionsfreie Kapelle zu Ehren des Heiligen Jakobus auf der Route des Jakobswegs liegt heute hinter dem Hofgut, nachdem sie bereits zweimal wegen des Ausbaus der Bundesstraße 31 versetzt worden ist.

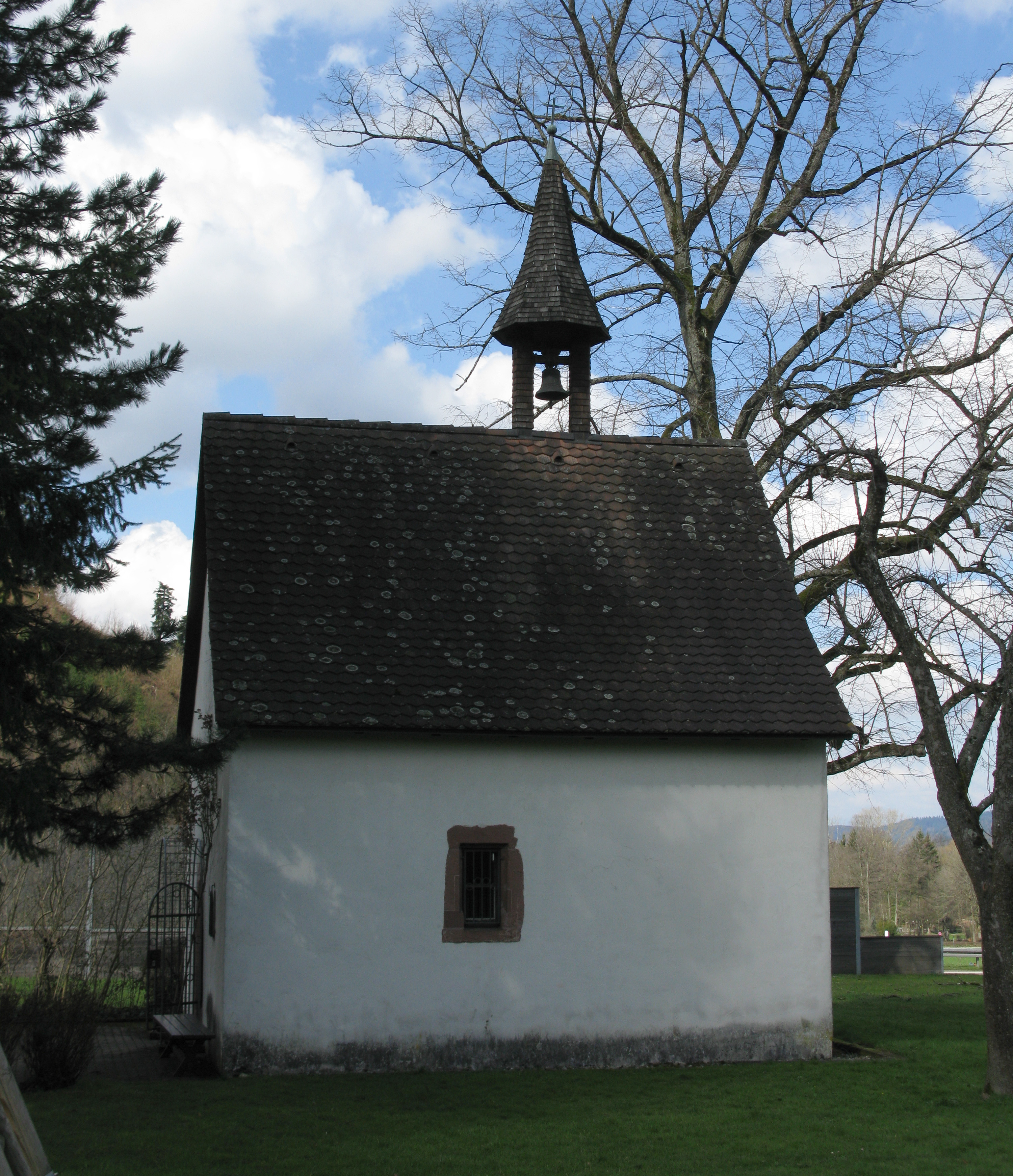
Jakobuskapelle
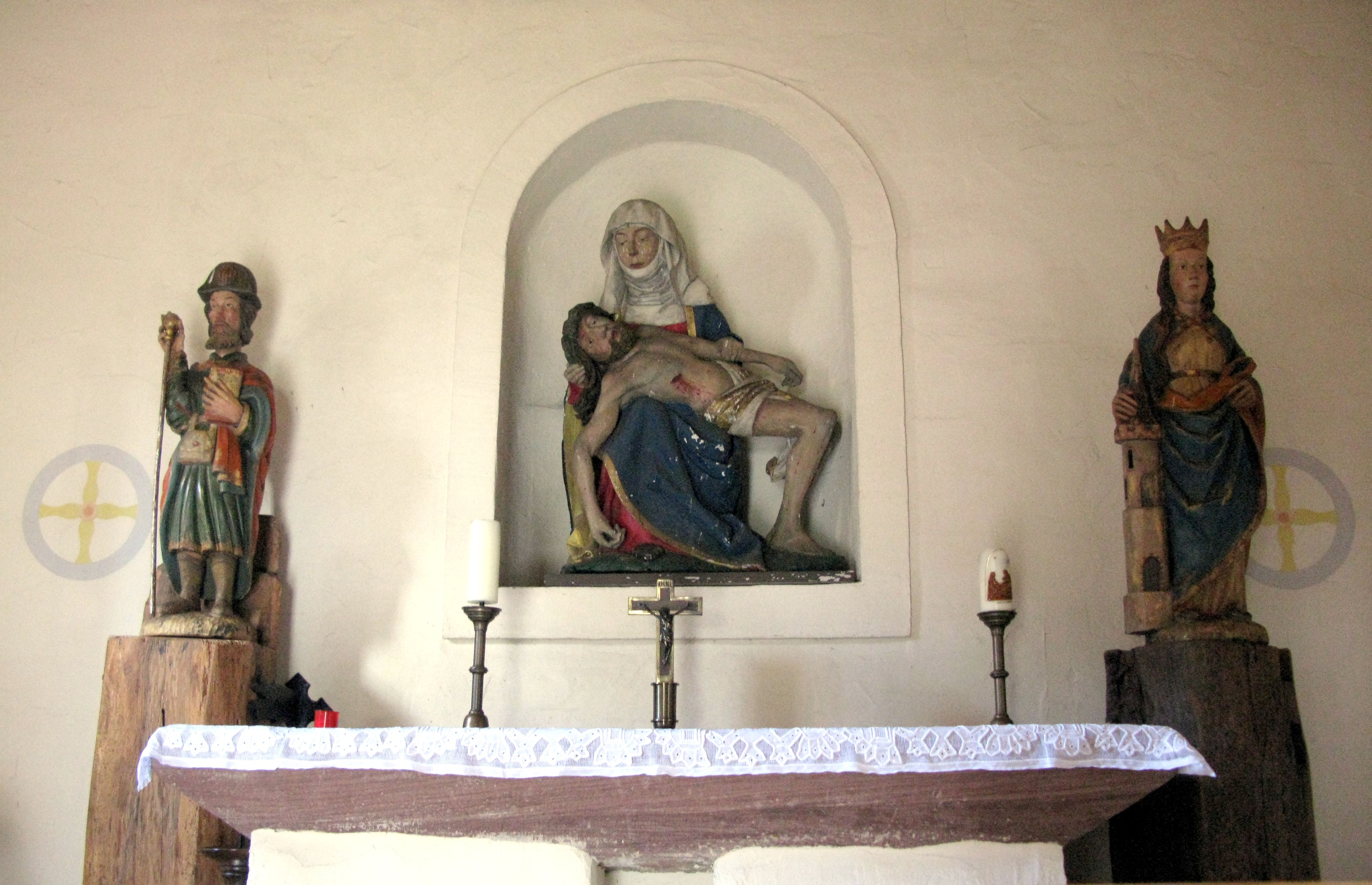
Altar der Kapelle: Pietà, Jakobus (links) und heilige Barbara (rechts)

### Wegkreuz
Das Wegkreuz besteht aus einem Sockel mit Inschrift und dem Kreuz.

## Industrie und Gewerbe
Auf Buchenbacher Seite befinden sich seit dem 20. Jahrhundert mehrere Industriebetriebe, darunter ein Unternehmen, das 1935 als Huf- und Wagenschmiede gegründet wurde, nun aber allgemeinen Metallbau und Landtechnik betreibt, ein Transportunternehmen sowie ein Kieswerk.

### Hofgut Himmelreich

Gasthaus zum Himmelreich um 1912

Auf der Kirchzartener Seite liegt der integrativ geführte Gasthof/Hotel/Tagungszentrum „Hofgut Himmelreich“, welcher sich als „Integrative Akademie“ im Bereich der beruflichen Bildung von Menschen mit Behinderung und deren Integration in den Arbeitsmarkt engagiert. Der Gasthof ist ein ehemaliges, größeres landwirtschaftliches Anwesen, und wurde bereits um 1300 urkundlich erwähnt. Ab 1600 wird es als Gasthof geführt. Bereits Maria Antoinette soll auf ihrem Weg von Wien nach Paris hier übernachtet haben. Der Gasthof wurde bereits 1814 in einem Reiseführer erwähnt.

### Erlenhof
Der Erlenhof auf der Buchenbacher Seite ist ein Hof mit Pferdehaltung und ist seit spätestens 1885 schriftlich nachgewiesen.

## Geschichte
1711 bestand der Weiler aus vier Bauernhöfen.

## Himmelreich in der Literatur
Oliver Bottinis Kriminalroman Im Sommer der Mörder spielt zeitweise in Himmelreich.